# 广州市荔湾中学
广州市荔湾中学，原名“广州市四十三中学”，是中国广东省广州市的一所全日制中学。该校创办于1956年，是全市首批实行“校长负责制”的完全中学，2008年改为现名。该校位于广州市荔湾区中山八路泮塘荔湾湖畔，总占地面积8063平方米，总建筑积6232平方米，具有广东省一类标准的教育教学仪器设施设备以及标准的理化生实验室和电脑、音乐、美术等各种功能教学专用室。